# Duomyia maculipennis
Duomyia maculipennis är en tvåvingeart som beskrevs av Friedrich Georg Hendel 1914. Duomyia maculipennis ingår i släktet Duomyia och familjen bredmunsflugor. Inga underarter finns listade i Catalogue of Life.